# Peltierův článek

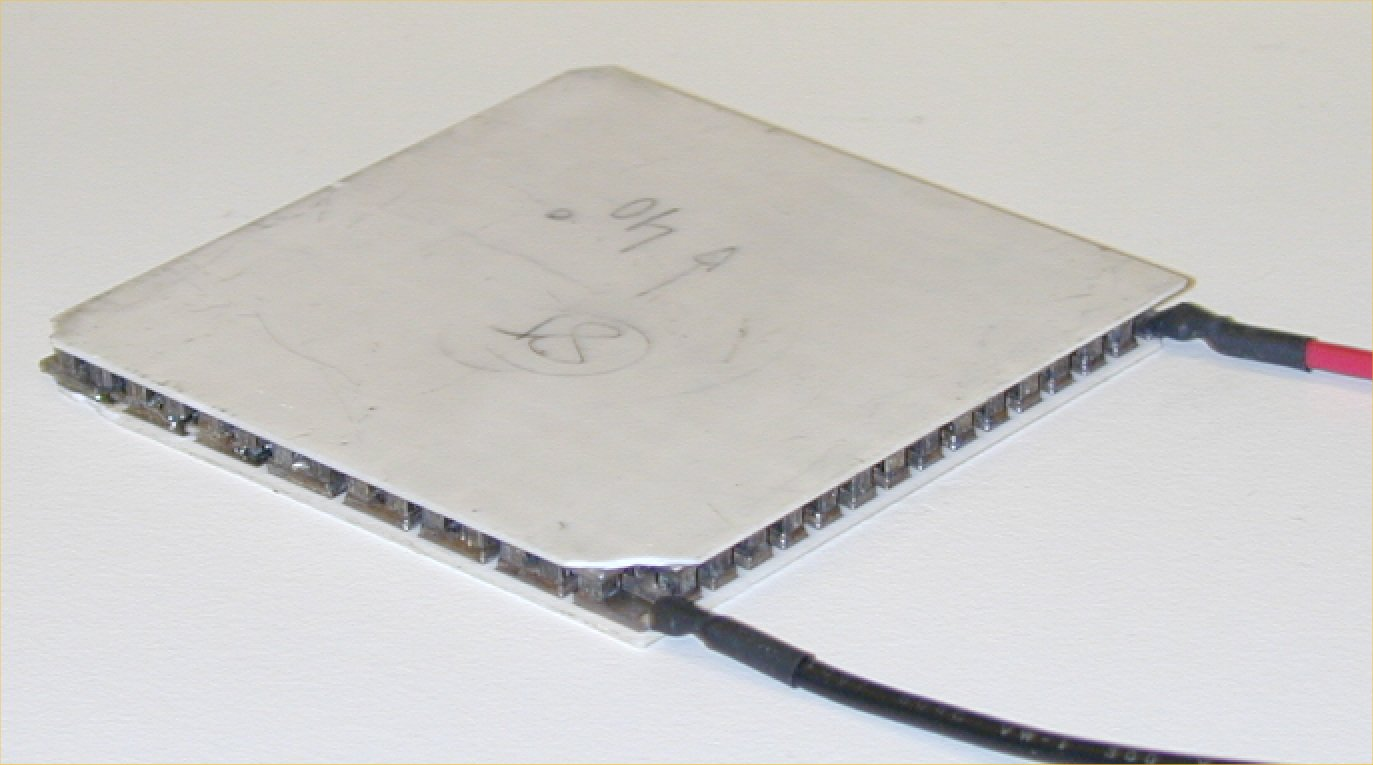
Peltierův článek

Peltierův článek funguje na základě Peltierova jevu, který objevil v roce 1834 Jean C. Peltier. Když prochází proud obvodem se dvěma rozdílnými vodiči zapojenými v sérii (většinou bismut a tellur), jejich spojené konce se ochlazují a jejich opačné konce zahřívají. Tyto články se běžně používají např. v termoelektrických autochladničkách. Článek pracuje jako tepelné čerpadlo (TEC - thermoelectric cooler), na chladné straně odebírá teplo a na teplé straně teplo opět vydává. Nedostatkem článku je nízká účinnost, na teplé straně vydává podstatně více tepla (součet odebraného tepla a elektrický příkon článku), než odebírá na straně studené.
Peltiérův článek lze užít i k výrobě elektřiny (TEG - thermoelectric generator), při zahřívání a chlazení rozdílných stran vytváří článek elektrický proud. Napětí na článku je závislé na rozdílu teplot a dosahuje jen malých hodnot (desetiny až jednotky V). Článek má poměrně malý výstupní odpor.
Princip Peltierova jevu:
Peltierův jev je reverzní jev k jevu Seebeckovu.
Elektrony přecházejí z materiálu s větší výstupní prací We do materiálu s menší výstupní prací a v místě styku je jejich pohybu kladen menší odpor. Elektrony zde mají přebytek kinetické energie a ten uvolňují v podobě tepla.
Článek má dvě strany, z nichž jedna chladí a druhá topí. Zařízení pracuje s relativně nízkou účinností, většinou je to v poměru (topicí/chladicí výkon) 1,5 až 2,5, při nulovém rozdílu teplot. Čím se rozdíl teplot zvětšuje, tím se zvětšuje i tento poměr a snižuje účinnost.
Peltierovy články pro běžné použití se vyrábějí v různých velikostech a o různých chladicích parametrech. Jejich základem bývají zpravidla dvě keramické destičky, mezi kterými jsou naneseny oba kovy, na kterých vzniká termoelektrické napětí. Rozměry destiček jsou 10 × 10 až 60 × 60 mm, tloušťka celého článku je asi 3 až 6 mm. Maximální chladicí výkon se pohybuje od desetiny wattu až po stovky wattů. Maximální rozdíl teplot může dosahovat 60 až 75 °C (pokud bude teplý konec udržován na 30 °C, na studeném může být -30 až -45 °C). Ceny začínají na několika stovkách korun (výkon v desítkách wattů).
Peltierovy články se nejčastěji konstruují tak, že větší množství elementů většinou z polovodičových materiálů je z hlediska toku elektrického proudu zapojeno do série a z hlediska toku tepla paralelně.

## Výhody Peltierova článku
- Malé rozměry
- Okamžitý efekt chlazení/topení
- Dosažení nízkých teplot až -20 °C
- Snadná regulace výkonu
- Absolutně tichý provoz (žádné pohyblivé části)
- Dlouhá životnost (teoreticky neomezená)
- Možnost usměrnit chlazení na velmi malou plochu (lze chladit i 10x10 mm preparát na podložním sklíčku mikroskopu)
- Snadná změna směru toku tepla (změna studené a teplé strany článku) - pouze změnou směru elektrického proudu
- Využití pro termoelektrický generátor (TEG)

## Nevýhody Peltierova článku
- Přehřívání
- Velká spotřeba proudu
- Vyšší cena v případě potřeby velkého chladicího výkonu
- Malý rozdíl teplot mezi studenou a teplou stranou článku
- Nižší účinnost v porovnání s kompresorovým chlazením

Díky všem zmíněným výhodám se Peltierovy články (prvně průmyslově použité asi v roce 1950 [zdroj?]) rychle šíří ve vědě, průmyslu, lékařství. V současné době se mimo jiné používají v autochladničkách, v kamerách a fotoaparátech s chlazeným snímačem, v elektrotechnice a počítačové technice.